# 諾博特·伊里亞思
諾博特·伊里亞思（Norbert Elias，1897年6月22日—1990年8月1日)，為猶太裔德國社會學家。

## 生平
- 1897年6月22日，伊里亞思出生在德意志帝國西里西亞省的布雷斯勞市，父母親分別是荷曼跟蘇菲·伊里亞思。父親是從事紡織業的生意人，母親則是家庭主婦。1915年他通過德國大學入學資格考試（英语：abitur），之後自願加入德軍，參與第一次世界大戰，被派任為電報兵，起初在東部戰線，後來調到西部戰線。在1917年他突然罹患神經衰弱，於是被判定不適合前線任務，調回弗羅茨瓦夫當醫務人員。也就從這一年起，他開始到弗羅茨瓦夫大學研讀哲學、心理學跟醫學，並於1919跟1920年分別在海德堡大學及弗萊堡大學各上一個學期的課。在海德堡時，他曾到存在主義哲學家卡爾·雅思培的課堂聽講。

- 1919年，伊里亞思在通過德國醫科大學預科考試（英语：Physikum）之後，他放棄了醫學。由於當時惡性通膨造成父親的財富減少，他在地方軍備工廠的出口部門工作。1924年獲得哲學博士學位，博士論文題目為觀念和個體(Idee und Individuum)。博士論文題目與新康德學派有關，但他對該學派缺少對社會面向的關心而感到失望，並因此與指導老師針對論文發生激烈爭執，最後決定轉而學習社會學。

- 1935年，伊里亞思流亡英國。

- 1990年8月1日，伊里亞思逝世於阿姆斯特丹家中。

## 重要著作與理論
- 《文明的進程》（The Civilizing Process）：他最重要的社會學著作，提倡用社會過程的概念來重新審視社會學方法使用結構或個人當分析單元時不足跟錯誤之處。
- 《莫札特：探求天才的奧秘》
- 《個體的社會》
- 《什麼是社會學》
- 《臨終者的孤寂》
- 《論時間》
- 《宮廷社會》